# The War Wagon
The War Wagon (Brasil: Gigantes em Luta ) é um filme estadunidense de 1967, do gênero faroeste , dirigido por Burt Kennedy, roteirizado por Clair Huffaker  baseado em seu livro Badman, com música de Dmitri Tiomkin.

## Sinopse
Um homem que era ex-bandido (John Wayne), auxiliado por um pistoleiro e um índio, associa-se a outro (Kirk Douglas), e juntos planeiam roubar um carregamento de ouro que é transportado por um verdadeiro carro forte, uma caravana blindada, super-protegida. Após passarem por situações deveras difíceis e perigosas, conseguem finalmente ficar com o ouro. Porém, uma surpresa bem desagradável os aguarda no momento da divisão do produto do roubo.

## Elenco
- John Wayne ....... Taw Jackson
- Kirk Douglas ....... Lomax
- Howard Keel ....... Levi Walking Bear
- Robert Walker Jr. ....... Billy Hyatt (como Robert Walker)
- Keenan Wynn ....... Wes Fletcher
- Bruce Cabot ....... Pierce
- Joanna Barnes ....... Lola
- Valora Noland ....... Kate Fletcher
- Bruce Dern ....... Hammond
- Gene Evans ....... Auxiliar Hoag
- Terry Wilson ....... Xerife  Strike
- Don Collier .......  Shack
- Sheb Wooley ....... Snyder
- Ann McCrea .......  Felicia
- Emilio Fernández ....... Calita